# Famille de Garrigues de Flaujac
La famille de Garrigues de Flaujac est une famille de la noblesse française subsistante.
Elle compte parmi ses membres des officiers, un préfet, un général.

## Histoire
Gustave Chaix d'Est-Ange fait débuter la filiation suivie de la famille de Garrigues de Flaujac au XVIe siècle.
Ce même auteur rapporte que la famille de Garrigues de Flaujac est condamnée pour usurpation de noblesse en 1666 puis à nouveau en 1746, mais en 1784 Jean Charles de Garrigues de Flaujac obtient un arrêt du Conseil d'État qui casse le jugement de 1746. Celui-ci demande également que le jugement de 1666 soit cassé mais Chérin envoie en 1786 un mémoire défavorable à cette demande en faisant remarquer que les actes de 1555, 1568, 1613, 1620, n'étaient que des copies.
Régis Valette dans Catalogue de la noblesse française au XXIe siècle indique que cette famille a été anoblie en 1784 par l'obtention d'une maintenue en la noblesse.
La famille de Garrigues de Flaujac a été admise en 1975 au sein de l'Association d'entraide de la noblesse française.

### Fiefs
En Quercy :
- Seynac
- Flaujac : ce fief est entré dans la famille de Garrigues par le mariage en 1678 de noble Fabien de Garrigues, seigneur de Seynac, habitant de Saint-Ubert, avec noble Angélique de Lolmie, fille de Henri de Lolmie, seigneur de Flaujac, et de Marguerite de Durfort. Le contrat de mariage a été passé à Flaujac.

## Personnalités
- Noble Marc de Garrigues de Seynac, seigneur de Flaujac, porte-étendard dans les gardes du corps du roi Louis XV, chevalier de Saint-Louis
  - Messire noble Jean Charles de Garrigues de Seynac, seigneur de Flaujac (1735-1792), garde du corps du roi Louis XV puis capitaine de cavalerie et chevalier de Saint-Louis. Il a servi dans l'armée de Condé et mort à Wiesbaden (duché de Nassau) pendant l'Émigration où il était maréchal des logis dans les gardes du corps du roi.
    - Marc-Antoine-Joseph de Garrigues de Flaujac (1772-1852), député légitimiste du Lot de 1824 à 1830, conseiller d'arrondissement de 1822 à 1826, conseiller général, maire de Flaujac, chevalier de Saint-Louis
      - Philippe Marie Fabien Alexandre de Garrigues de Flaujac, baron de Flaujac, (1809 à Flaujac - 1901 à Cahors), propriétaire-rentier, maire de Flaujac, préfet du Lot du 10 septembre 1870 au 1er novembre 1870. Il est décrit comme l'un des chefs du parti légitimiste et clérical de Cahors, conservateur libéral, homme très honorable et très influent, d'une grande fermeté de caractère[3].

### Autres personnalités
- Un général sous la Restauration : Louis Joseph Paul Antoine de Garrigues de Flaujac (1780-1845), général de l'armée des États-Unis d'Amérique et sénateur de l'État de Louisiane[réf. nécessaire].

## Alliances
Les principales alliances de la famille de Garrigues de Flaujac sont : de Viguier (1639), de Lolmie (1678), de Pousargues (1734), de Subrejon (1766), Agard de Roumejoux, de Lasteyrie du Saillant (1868), Geay de Montenon (1895), La Royer de La Motte, de Brondeau (1901), Hug de Larauze, Formiger de Beaupuy de Génis, etc.

## Armes, devise
- de Garrigues de Flaujac : Écartelé aux 1 et 4, d'azur au lion d'or armé, lampassé et couronné de gueules; aux 2 et 3, d'argent au chêne de sinople terrassé du même.
- Devise : Vis atque virtus

## Titres de noblesse
- Baron (titre de courtoisie)

## Pour approfondir